# Roxy & Elsewhere
Albums de Frank Zappa
Apostrophe (')
(1974) One Size Fits All
(1975)
Roxy & Elsewhere est un album live de Frank Zappa & The Mothers of Invention. La plupart des titres ont été enregistrés au Roxy Theatre à Hollywood les 8, 9 et 10 décembre 1973. Des overdubs ont été ajoutés par la suite à ces enregistrements, tandis que les morceaux enregistrés ailleurs (« Son Of Orange County » et « More Trouble Every Day » le 8 mai 1974 à l'Edinboro State College en Pennsylvanie, et une partie de « Son of Orange County » à l'Auditorium Theatre de Chicago le 11 mai 1974) ne contiennent, eux, pas d'overdub. Les concerts du Roxy, restés célèbres dans le parcours de Frank Zappa entouré d'un des meilleurs groupes qui l'ait jamais accompagné, ont par ailleurs donné lieu à de nombreuses publications après sa mort, dont l'album Roxy By Proxy, le film Roxy The Movie, et en 2018, un coffret de sept disque, The Roxy Performances contenant l'enregistrement de la totalité des concerts donnés en décembre 1973 dans la salle de Los Angeles. 

## Musique
Considéré comme le summum des performances live d'une des plus illustres formations des Mothers of Invention (autour de Zappa, les batteurs Chester Thompson et Ralf Humphrey, la percussionniste Ruth Underwood, le bassiste Tom Fowler et ses frères Walt (trombone) et Bruce (trompette), le chanteur et saxophoniste Napoleon Murphy Brock, le claviériste George Duke), cet album contient une kyrielle d'instrumentaux de haute-volée tels que « Echidna's Arf (Of You »), « Don't You Ever Wash That Thing? », et le thème d'ouverture du « Be-Bop Tango (of the Old Jazzmen's Church) ». Sont aussi présents sur l'album, « Cheepnis », un hommage comico-épique de Zappa aux films d'épouvante à petit budget, des morceaux retravaillés de son répertoire, comme « More Trouble Every Day » (reprise funky du blues à contenu social « Trouble Every Day », enregistré sur son tout premier album) et « Son of Orange County » (extraite de la chanson « Oh No », pilier du répertoire des Mothers entre 1967 et 1969). « Village Of The Sun » fait référence au Sun Village de Palmdale, en Californie.

## Captation vidéo
Les trois concerts donnés au Roxy Theatre ont été filmés dans le but d'en proposer une sortie sur support vidéo. Le projet n'ayant pu aboutir du vivant de Frank Zappa, pour des raisons de budget, il est devenu un serpent de mer auprès des fans de l'artiste, sa production étant sans cesse repoussée. Cependant, les ayants droit, le Zappa Family Trust, ont lancé une campagne de financement du projet, dans l'espoir de collecter un million de dollars. Le disque Roxy by Proxy a été commercialisé à partir de mars 2014, et le film (Roxy - The Movie) est sorti sur support physique et en téléchargement légal le 30 octobre 2015. La Zappa Family Trust publie par ailleurs en 2018 un coffret de sept disques, The Roxy Performances, contenant l'enregistrement de l'intégralité des concerts (deux par jour) donnés les 8, 9 et 10 décembre 1973 au Roxy, ainsi que des passages enregistrés dans le même temps aux studios Bolic de Los Angeles.

## Titres
1. Penguin in Bondage – 6 min 48 s
2. Pygmy Twylyte – 2 min 13 s
3. Dummy Up – 6 min 02 s*
4. Village of the Sun – 4 min 17 s
5. Echidna's Arf (Of You) – 3 min 52 s
6. Don't You Ever Wash That Thing? – 9 min 40 s
7. Cheepnis – 6 min 33 s
8. Son of Orange County – 5 min 53 s*
9. More Trouble Every Day – 6 min 00 s*
10. Be-Bop Tango (Of the Old Jazzmen's Church) – 16 min 41 s

## Musiciens
- Frank Zappa : guitare et chant
- Jeff Simmons (en) : guitare et chant
- Tom Fowler : basse
- George Duke : synthétiseur et chant
- Ruth Underwood : percussions
- Napoleon Murphy Brock : saxo ténor, flûte et chant
- Bruce Fowler : trombone
- Walt Fowler : trompette
- Chester Thompson : batterie
- Ralph Humphrey : batterie

## Production
- Production : Frank Zappa
- Ingénierie : Wally Heider, Kerry McNab, Bill Hennigh
- Direction musicale : Frank Zappa
- Graphismes et conception pochette : Cal Schenkel
- Photo couverture : Sherwin Tilton
- Autres photos : Sherwin Tilton, Coy Featherston & Steve Magedoff